# Bros Before Hos
Bros Before Hos ist eine niederländische Liebeskomödie aus dem Jahr 2013. Der Film wurde von Eyeworks produziert. Regie führten Steffen Haars und Flip van der Kuil, die ebenfalls das Drehbuch schrieben.

## Handlung
Zwei Adoptivbrüder, Videothekmitarbeiter Max und Assistent-Manager in einem Supermarkt Jules, haben nach dringendem, väterlichem Rat in ihrer Kindheit geschworen, nie mit einer Frau eine Beziehung einzugehen. Die beiden gehen zusammen auf Partys und liegen stets mit einer anderen Frau im Bett, die innerhalb kürzester Zeit wieder abserviert wird. So hat Jules oft Sex mit weiblichen Untergebenen im Lager des Supermarkts. 
Dies ändert sich, als Anna in der Videothek erscheint und Max sich in sie verliebt. Anna arbeitet in einer Psychiatrie, in der unter anderem Jordy sitzt, der unruhig und gewalttätig wird, wenn er keine Pornofilme sehen kann. Einen Tag später muss Max feststellen, dass sein Bruder Jules mit Anna geschlafen hat. Obwohl Anna für ihn zuerst ein typischer One-Night-Stand war, treffen sie sich immer öfter, bis die beiden sogar zusammenziehen wollen.
Jules ändert aber die Pläne: Zusammenziehen ist doch nichts für ihn, außerdem gönnt er Max eine Beziehung mit Anna. Max hat aber Jordy nach dem Tod seines Chefs und der Schließung der Videothek Porno-DVDs gegeben. Anna wird die Schuld daran gegeben und wird deswegen gefeuert. Nach einer kurzen Gefängnishaft von Jules und Max, nachdem sie nach einer unerlaubten Wanderung mit den Behinderten von der Polizei verhaftet wurden, wird alles wieder gut zwischen Max und Anna.
Zwischendurch läuft ein Handlungsstrang über René, Max’ und Jules’ Freund, dessen Frau Suzanne die Beziehung beendet. Am Ende erlebt auch dieses Paar ein Happy End.

## Hintergrund
Der Film wurde unter anderem in Haarlem, Amsterdam, Uitgeest, Amersfoort, Weesp und Groningen gedreht.
In den Niederlanden und Belgien feierte der Film am 5. Dezember 2013 Premiere. Auf DVD und Blu-ray erschien der Film am 8. April 2014. In Deutschland lief der Film nur zwei Tage, am 15. und 16. Januar 2015, in den Kinos. Am 12. Februar 2015 erschien die deutsche Version auf DVD und Blu-ray.
Der Titel des Films bezieht sich auf den englischen Ausdruck bros before hoes, d.h, man sollte „Brüdern“ – männlichen Freunden – eine höhere Priorität als „Ludern“ – weiblichen Personen, mit denen man eine Beziehung hat oder möchte – geben.
Die Szene, in der Max telefonisch Pornofilme bestellt, ist aus dem US-amerikanischen Film Clerks – Die Ladenhüter (1994) übernommen worden. Als Max seinen Vater besucht, läuft im Fernseher gerade eine fiktive Quizshow mit Steffen Haars und Flip van der Kuil. Die Ereignisse in der Einrichtung für geistig Behinderte wurden aus Einer flog über das Kuckucksnest (1975) übernommen. Im Abspann werden Szenen aus den Filmen Pulp Fiction, Der weiße Hai, Menace II Society, Rocky, Braveheart, Fight Club, New Kids Turbo beziehungsweise American History X nachgespielt.
In den Niederlanden ist der Film ab 12 Jahren empfohlen worden. In Deutschland ist der Film von der FSK ab 16 Jahren freigegeben worden. In der deutschen Freigabebegründung heißt es: „Der Film verbindet Motive des „Coming of Age“ mit einer romantischen Geschichte und weist starke Überzeichnungen in der Darstellung seiner Figuren auf. Insbesondere die oft derbe, teils sexistische und rassistische Sprache, die Darstellung von Drogenkonsum sowie einzelne explizit sexuelle Darstellungen können dabei Kinder und Jugendliche unter 16 Jahren irritieren. 16-Jährige sind aufgrund ihrer Medien- und Lebenserfahrung in der Lage, diese Aspekte als ironisch übertriebene Charakterisierungen der Filmfiguren zu verstehen und kritisch zu bewerten, zumal die Protagonisten sich im Verlauf der Handlung hin zu mehr Reife und Toleranz entwickeln.“

## Synchronisation
| Rolle    | Schauspieler         | Synchronsprecher     |
| -------- | -------------------- | -------------------- |
| Max      | Tim Haars            | René Dawn-Claude     |
| Jules    | Daniël Arends        | David M. Schulze     |
| Anna     | Sylvia Hoeks         | Carolin Sophie Göbel |
| René     | Henry van Loon       | Erik Borner          |
| Bart     | Theo Maassen         | Claus-Peter Damitz   |
| Eefje    | Juliette van Ardenne | Denise Monteiro      |
| Suzanne  | Jennifer Hoffman     | Nora Jokhosha        |
| Mieke    | Leny Breederveld     | Monika Müller-Heusch |
| Mercedes | Birgit Schuurman     | Sabina Godec         |

## Filmmusik
Das Titellied Bros Before Hos wurde von The Flexican und Sef eingesungen, das am 26. November 2013 veröffentlicht wurde.

## Kritik
Thomas Vorwerk von Filmstarts bezeichnet der Film als eine „‚Persiflage‘ auf romantische Komödien“. Der Film „fällt dabei aber nicht besonders treffsicher aus“ und dessen Humor „erweist sich mehr denn je als eine Frage des Geschmacks“. Er kommt zu dem Schluss, dass „die Kollision zwischen politisch unkorrektem Anarcho-Witz und einem der konservativsten Filmgenres überhaupt nicht automatisch einen ‚Brüller‘ zum Ergebnis hat“.